# Liste von Magazinen für homosexuelle Männer
Diese Liste von Magazinen für homosexuelle Männer enthält existierende oder eingestellte Periodika, die überwiegend dem homosexuellen Bereich zugerechnet werden.

## Brasilien
- G Magazine (Brasilien, Oktober 1997 – Juni 2013), monatlich, ebenso wurden als Spezialausgaben folgende Titel veröffentlicht: G Action, G Best of G, G Bumbuns, G Fetiche, G Go-Go Boys, G Lolitos und G Men in Underwear

## Dänemark
- Vennen (Dänemark, 1949 – ?), Herausgeber Helmer Rogedgaard
- Cock (Dänemark, ab etwa 1968, später Deutschland), zweisprachig deutsch/englisch
- TOY (Schweden, Dänemark, 1973–1996; Deutschland, seit 1996) Fetischmagazin für Anhänger von Leder, Uniform, Jeans

## Deutschland
- Der Eigene. Ein Blatt für männliche Kultur (Berlin, 1896, 1898, 1903, 1905–06, 1919–26, 1929–32, anfangs vierteljährlich, später monatlich), herausgegeben von Adolf Brand
- Der Seelenforscher. Monats-Schrift für volksthümliche Seelenkunde / Der Freundling oder die Neuesten Enthüllungen über das Dritte Geschlecht (München, 1902–04), herausgegeben von August Fleischmann
- Die Freundschaft (Berlin, 1919–1933, wöchentlich, später monatlich, später halbjährlich), herausgegeben vom Karl Schultz Verlag
- Blätter für Menschenrecht. Offizielle Monatsschrift des Bundes für Menschenrecht e.V. (Berlin, 1923–1933, monatlich), herausgegeben vom Friedrich Radszuweit Verlag
- Das Freundschaftsblatt (Berlin, 1924–1933, wöchentlich), herausgegeben vom Friedrich Radszuweit Verlag
- Die Insel. Das Magazin der Ehelosen und Einsamen (Berlin, 1926–1933),  herausgegeben vom Friedrich Radszuweit Verlag, Literaturbeilage der Zeitschrift Blätter für Menschenrecht
- Amicus-Briefbund (West-Berlin, 1948–1953, monatlich)
- Der Kreis (ab 1950)
- Die Freundschaft (ab 1950)
- Die Insel. Monatsblätter für Freundschaft und Toleranz / Der Weg zu Freundschaft und Toleranz (Hamburg, ab 1951), herausgegeben von Rolf Putziger
- freond. Halbmonatsschrift für ideale Freundschaft / VOX mit der Beilage Die Freunde / Das kleine Blatt (Hamburg, 1951–54, Umbenennung zu VOX nach Verbot 1953), herausgegeben vom Verlag C. Grieger
- Die Gefährten (Frankfurt am Main, ab 1952), herausgegeben vom Verlag für humanitäre Lebensgestaltung, Redaktion H. Meininger
- Hellas (Hamburg, 1953–54), herausgegeben vom
- Humanitas (ab 1953)
- Dein Freund (Hamburg, ab 1954)
- Der Ring / der neue ring (Hamburg, ab 1955, Umbenennung 1957), herausgegeben vom Verlag G. Prescha
- BUDDY (Deutschland, seit 1966), Mischung aus Hardcore, Satire und Katholizismus-Kritik, herausgegeben von Jens M. A. Reimer
- Cock (Dänemark, ab etwa 1968; später Deutschland), zweisprachig deutsch/englisch
- du+ich / DU&ICH (Deutschland, Oktober 1969 – Juli 2014, monatlich, ab 2007 zweimonatlich)
- him / him applaus (Deutschland, April 1970 – April 1981, zweimonatlich)
- Sunny / DON / DON & ADONIS (Deutschland, Mai 1970–1995, monatlich, ab 1984 zweimonatlich)
- unter uns / unter uns ADAM / ADAM (Deutschland, Mai 1972–1973, 1976 – 2011, monatlich)
- Schwulst (Deutschland, seit 1978, vierteljährlich, ISSN 1864-4732), älteste ehrenamtliche schwule Zeitschrift in D, veröffentlicht von Schwulst e. V.
- Siegessäule (Berlin, seit 1984, monatlich), Herausgeber Reiner Jackwerth
- Zucht und Ordnung (Z & O) (Deutschland, Mitte der 1980er Jahre – Ende 1995, bis zu viermal jährlich), im Vogel-Verlag; im Abonnement erhältlich oder u. a. über Sexshops, im schwulen Buchhandel oder im Bahnhofsbuchhandel vertrieben, für die Zielgruppe schwuler Spanking-Liebhaber
- Forum, Homosexualität und Literatur (Siegen, seit 1985), Herausgeber Wolfgang Popp
- BODY (Deutschland, 1985–1990), Männeraktmagazin von Jens M. A. Reimer im Verlag BodyArt, München
- Adonis (Deutschland, bis Juli / August 1987, zweimonatlich) bis Juli/August 1987, dann Zusammenschluss mit DON zu DON & ADONIS (siehe oben)
- Männer (Deutschland, 1987–2017, monatlich), veröffentlicht im Bruno Gmünder Verlag
- Magnus (Deutschland, 1989–1996)
- Euros (Deutschland, 1990 – ?, ISSN 0947-904X)
- Gay News (Leipzig, 1990–1993, unregelmäßig),  wurde ab der 5. Ausgabe bundesweit und ab der 9. Ausgabe als Farbmagazin auch in anderen Ländern vertrieben (Quelle: Herausgeber Jürgen Zehnle und ROSA ARCHIV)[1], Parallel gab es den gay-anzeiger-east, der Kurzinfos, Termine und Veranstaltungen Ostdeutschlands beinhaltete.
- BOX – Deutschlands Magazin für die Gay Community (Deutschland, seit Juni 1993, monatlich, seit 2020 unregelmäßig)
- Hinnerk (Hamburg, seit 1993), Herausgeber Peter Goebel
- Tuntentinte: (Deutschland, 1994–2003) Sprachrohr der schwulen autonomen/linksradikalen Szene im deutschsprachigen Raum.
- BEAR: (Deutschland 1996–2016) Deutschlands „Bärenmagazin“, fokussiert auf bärige, haarige Männer. Veröffentlicht von TSM Media GmbH, Köln
- TOY: (Schweden, Dänemark, seit 1973 – Deutschland, seit 1996) Fetischmagazin für Anhänger von Leder, Uniform, Jeans
- EXIT, Kostenloses Szenemagazin mit Schwerpunkt auf Düsseldorf und Ruhrgebiet (2002–2014).
- hart!: Deutschland, seit 2007, zweisprachig deutsch/englisch
- FRONT: Das-Neue-Männer-Magazin, Mode/Lifestyle, erschien monatlich von Oktober 2007 – Dezember 2008 deutschlandweit, www.front-magazin.de
- FLASH: (D, seit 2009) Ein multisexuelles Stadtmagazin für Köln und Umgebung, www.flash-cologne.de
- Gigi – Zeitschrift für sexuelle Emanzipation (Deutschland), bis März 2010.
- FRESH Magazin – das Queer-Mag für NRW: (D, seit 2010) Ein schwul-lesbisches Stadtmagazin mit Schwerpunkt auf das Ruhrgebiet und Düsseldorf, www.fresh-magazin.de
- Mannschaft Magazin: Schweiz, Deutschland, Österreich monatliches, später vierteljährliches Erscheinen seit 2010
- Mate Magazine (Deutschland, Niederlande) zusammen mit Winq Magazine seit 2011 / Lifestyle Magazin / quartalsweise Erscheinung / Auflage Deutschland 50.000 Exemplare / Englische Auflage 105.000 Exemplare / www.mate-magazin.de/
- Kinky Twinks (Deutschland/Österreich), seit 2012, veröffentlicht von Foerster Media
- Gleichlaut Mag – ein kostenloses Magazin für Männer, die Männer mögen das ausschließlich als blätterbares Online-Medium erscheint. Fashion Tipps, Lifestyle, Furniture, Gay Travel und Art-Photography. Das Gay Magazin erscheint monatlich seit März 2014
- AboutAdam: Deutschland. Gegründet Dezember 2015, listet schwule Termine und Locations in ganz Deutschland.
- Sissy (Deutschland), Magazin für queere Medien (bis 2015 als Printausgabe, danach als Online-Medium)
- HIM Magazine, seit 2022, Fetisch & Lifestyle (Deutschland)
- blu Magazin (Deutschland, monatlich) blu Media Network blu.fm
- dreamboys: (Deutschland) Veröffentlicht vom Bruno Gmünder Verlag
- Gay Express, Deutschland, Berliner Monatszeitung
- Gegenpol (Deutschland), Stadtmagazin für Dresden
- Homens; Deutschland, Ebenso wurden als Specialausgaben veröffentlicht: Archivo Homens, Homens Billy, Homens Ninfetos, Homens Porn und Homens Sodoma.
- Macho (Deutschland). Veröffentlicht im Bruno Gmünder Verlag
- Nürnberger Schwulenpost (Deutschland), Communitymagazin für Nürnberg/Franken
- Our Munich (Deutschland), Stadtmagazin für München
- Outline (Deutschland). Bundesweites Monatsmagazin, Redaktionssitz in Berlin
- Rik, Köln, Deutschland
- Schwulissimo – Das Magazin: (Deutschland, erscheint monatlich deutschlandweit am Kiosk – ISSN 2198-3801)
- Schwulissimo Nord: (Deutschland, erscheint monatlich in Hamburg, Bremen, Schleswig-Holstein, Mecklenburg-Vorpommern und Niedersachsen – ISSN 2195-3384)
- Schwulissimo West: (Deutschland, erscheint monatlich in Nordrhein-Westfalen)
- Sergej (Deutschland), Stadtmagazin für Berlin
- Vary (Deutschland). (Monatliches Magazin)
- Zauberhut (Deutschland) lesbisch-schwules Communitymagazin Münster

## Frankreich
- Strobo mag (Frankreich, seit 2019)
- Têtu (Frankreich, Juli 1995-2014 denn -2018-  monatlich)
- Kaiserin Magazine (Frankreich, seit 2006)
- Pref magazine (Frankreich, 2004-2011)
- Yagg (Frankreich, 2008-2016)
- ex-aequo (Frankreich, 1997-2000)
- Illico (Frankreich, 1988-2007)
- Gaie France (Frankreich, November 1986 bis 1993, erstellt von Michel Caignet)
- Lesbia Magazine (Frankreich, 1982-2012)
- 5/5 (Frankreich, September 1983 bis Juli–August 1985, erstellt von David Girard)
- Magazine (Frankreich, 1980-1987)
- Gaipied (Frankreich, 1979-1992)
- Juventus (1959-1960)
- Arcadie (Frankreich, 1954-1982, gegründet von André Baudry)
- Futurs (Frankreich, Oktober 1952 bis April 1956)
- Inversions (Frankreich, November 1925, erste militante schwule Zeitschrift, 1925 verboten trotz Umbenennung in L'Amitié)
- Akademos (1909)

## Kanada
- Gay International (Toronto, Ontario, ab 1963), Gay Publishing Co. Ltd.
- Canadian Male (Kanada, 1990er Jahre), fokussiert auf „Bären“, also große, behaarte Männer

## Niederlande
- Levensrecht (Niederlande, 1940–1948)
- Castrum Peregrini, Amsterdam (1950–2008)
- Gay Krant, niederländisches Magazin. Erscheint seit 1980
- Butt, Homosexuellenmagazin; Niederlande. Hrsg.: Gert Jonkers, Job van Bennekom. Englischsprachig (seit 2001)
- Mate Magazine (Deutschland, Niederlande) zusammen mit Winq Magazine seit 2011 / Lifestyle Magazin / quartalsweise Erscheinung / Auflage Deutschland 50.000 Exemplare / Englische Auflage 105.000 Exemplare / matemediagroup.com

## Österreich
- Pride, Österreich-Magazin, Linz. Hrsg. Verein zur Förderung der Information über Schwule, Lesben (seit 1991)
- LAMBDA-Nachrichten, Zeitschrift der Homosexuellen Initiative (HOSI) Wien. Bis 2005 erschienen die LN viermal, danach sechsmal, seit 2010 fünfmal jährlich.
- GIB – Gentlemen in Baroque (Österreich, seit 2006)
- Mannschaft Magazin: Schweiz, Deutschland, Österreich, monatliches, später vierteljährliches Erscheinen seit 2010
- NAME IT. Österreichs großes Gay Lifestyle Magazin. Magazin, Wien, Austria. 2008–2011.[2]
- Kinky Twinks (Deutschland/Österreich), seit 2012, veröffentlicht von Foerster Media
- Bussi. Österreichische Zeitschrift der HOSI.[3]
- XTRA! – Österreichs größtes queeres Magazin, Hg. vom Verein für Information und Prävention im STD-Bereich Postfach 77, 1043 Wien, www.xtra-news.at

## Schweden
- TOY: (Schweden, Dänemark, seit 1973 – Deutschland, seit 1996) Fetischmagazin für Anhänger von Leder, Uniform, Jeans
- QX, Schweden, seit 1995

## Schweiz
- Der Kreis, Zürich. In drei Sprachen (1942 bis 1967)
- Cruiser, Zeitung der Schweizer Gay-Community, Zürich. Hrsg.: Martin Ender (seit mindestens 1999)
- Mannschaft Magazin: Schweiz, Deutschland, Österreich, monatliches, später vierteljährliches Erscheinen seit 2010
- HAZ-Magazin (seit ?), hrsg. von den Homosexuellen Arbeitsgruppen Zürich
- Display (Schweiz, deutschsprachig): Erscheint monatlich

## Slowakei
- Hlas, Tschechoslowakei, 1931–1937
- Kamarad, Tschechoslowakei, 1932
- Hlas přírody, Tschechoslowakei, 1938

## Taiwan
- M1: (TW, vierteljährlich seit Sommer 2005) Fokussiert auf asiatische Männer. Anfangs die Arbeit von dem chinesischen Fotografen Adu. Veröffentlicht von Adu Vision Studio Co. Adu Vision Studio

## Tschechien
- Hlas sexuální menšiny / Nový hlas: List pro sexuální reformu / Hlas / Hlas přírody, Tschechoslowakei, 1931–1934, 1936–38
- Kamarád, Tschechoslowakei, 1932
- Amigo, Tschechien, zweimal monatlich seit 1999

## Vereinigtes Königreich
- Zipper: (UK, seit 1970er?). Nun Zipper Hardcore.
- HIM; England (1980er–?)
- Vulcan: England (1990er–?)
- Attitude: (Vereinigtes Königreich, monatlich seit 1994)
- Gay Times: englisches Magazin

## Vereinigte Staaten
| Titel                                                             | Erscheinungszeitraum                   | Turnus                                                                          | Erscheinungsort                  | Herausgeber / Verlag | Anmerkungen | ISSN           |
| ----------------------------------------------------------------- | -------------------------------------- | ------------------------------------------------------------------------------- | -------------------------------- | --- | --- | -------------- |
| Friendship and Freedom                                            | 1924–25                                |                                                                                 | Chicago                          | | erste schwule Zeitschrift der USA |                |
| Physique Pictorial                                                | 1951–90                                |                                                                                 | Los Angeles                      | | |                |
| ONE magazine                                                      | 1953–69                                |                                                                                 | Los Angeles                      | | |                |
| The Young Physique                                                | ab 1958                                |                                                                                 | New Jersey, später New York City | The Body Builder Publications, Inc.,später The Young Physique Publishing Company, Inc.                                                     | |                |
| Demi-Gods                                                         | ab 1961                                |                                                                                 | New York City                    | Young Physique Publishing | |                |
| BIG und BIG Summer Annual                                         | ab 1962                                |                                                                                 | New York City                    | Waljim Enterprises Inc. | |                |
| U.S. Physique                                                     | ab Winter 1962                         |                                                                                 | New York City                    | Physique Press | |                |
| Mars                                                              | ab 1963                                |                                                                                 | Chicago                          | Mars Publishing Co. | |                |
| The Vikings                                                       | ab 1963                                |                                                                                 | New York City                    | Health Knowledge, Inc. | |                |
| Boys in Leather                                                   | ab 1964                                |                                                                                 | Los Angeles                      | Elgin Products | |                |
| Muscleboy                                                         | ab 1964/65                             |                                                                                 | New York City                    | The Young Physique Publisher Company, Inc.                                                                                                 | |                |
| Trim Studio Quarterly                                             | vor 1965                               |                                                                                 | Washington, D.C.                 | Trim Studio Quarterly | |                |
| MANual                                                            | vor 1965                               |                                                                                 | Washington, D.C.                 | MANual Enterprises, Inc. | |                |
| beach adonis                                                      | ab 1965                                |                                                                                 | New York City                    | Young Physique Publications | |                |
| Young Champ                                                       | ab Mai 1965                            |                                                                                 | New York City                    | Bob Anthony | |                |
| Muscles à Go-Go                                                   | ab 1966                                |                                                                                 | New York City                    | The Young Physique Publishing Co. | |                |
| Tiger                                                             | ab 1966/67                             |                                                                                 | Minneapolis                      | DSI Sales | |                |
| Männlich                                                          | ab 1967                                |                                                                                 | Minneapolis                      | DSI Sales | |                |
| The Los Angeles Advocate, später The Advocate                     | ab September 1967                      | zweimonatlich                                                                   | Los Angeles                      | PRIDE – (Personal Rights in Defense and Education), später LPI Media, Inc., später PlanetOut Inc., später Regent Media, später Pride Media | |                |
| Drum                                                              | vor 1968                               |                                                                                 | Philadelphia                     | Janus Society of America | |                |
| Magpie                                                            | ab 1968                                |                                                                                 | Burbank                          | Magpie Magazine | |                |
| Modern Male                                                       | vor 1969                               |                                                                                 | New York City                    | Tomorrow's Man Publishing Co., Inc. | |                |
| Aces                                                              | ab 1969                                |                                                                                 | New York City                    | Timely Books | |                |
| Blackmale                                                         | ab 1969                                |                                                                                 | San Francisco                    | Calafran Enterprises Inc. | |                |
| My-O-My                                                           | ab 1969                                |                                                                                 |                                  | | |                |
| All Stars                                                         | ab Ende 1960er                         |                                                                                 | Los Angeles                      | All Star Enterprises | |                |
| In Touch for Men                                                  | ab 1972                                | monatlich, später zweimonatlich, später monatlich                               |                                  | Go West Media Group LLC | Anfangs als „Kunst und regionale Betrachtungen“ mit einem kleinen Anteil an Pornografie. In den späten 1970er Jahren und während der 1980er Jahre hatte es eine große Anzahl an Artikeln über mögliche schwule Rockstars und eine exklusive Auswahl an Performancekünstlern und Models, aber seit etwa 2000 ist der Fokus auf junge Männer gerichtet |                |
| S.T.H. (Straight to Hell. The Manhattan Review of Unnatural Acts) | ab kurz vor 1973                       |                                                                                 | New York City                    | | |                |
| Colt                                                              | ab 1973                                |                                                                                 |                                  | Cadre Ltd., später Colt Studio, später Isis III LLC d/b/a Colt Studio                                                                      | Muskeln |                |
| Blueboy                                                           | ab 1975                                | unregelmäßig, später alle zwei Wochen, später monatlich                         |                                  | Global Media Group, Ltd. | | ISSN 0279-3733 |
| Playguy                                                           | 1976–2009                              | monatlich                                                                       |                                  | Modernismo Publications, Ltd., später Mavety Media Group, Inc.                                                                             | | ISSN 0733-5695 |
| Drummer                                                           | 1975–97                                |                                                                                 |                                  | | Fokussiert auf Leder Fetisch | ISSN 1055-7415 |
| Mandate                                                           | ab April 1975                          | monatlich                                                                       |                                  | Mavety Media Group, Inc. | | ISSN 0360-1005 |
| Numbers                                                           | 1977–2002                              | alle zwei Wochen, später monatlich                                              |                                  | | | ISSN 0279-3725 |
| Honcho                                                            | ab April 1978                          |                                                                                 |                                  | Mavety Media Group, Inc. | fokussiert auf behaarte, muskuläre Männer | ISSN 0733-5865 |
| Bulk Male                                                         | ab 1980er ?                            |                                                                                 |                                  | | Fokussiert auf große/übergewichtige Männer |                |
| Bronc                                                             | Frühlung 1981–84?                      |                                                                                 |                                  | | |                |
| First Hand                                                        | 1980er                                 |                                                                                 |                                  | | Ein 'digest' Format Magazin. First Hand hatte keine photographische Pornographie, nur erotische Fictionen und Zeichnungen | ISSN 0744-6349 |
| Turner                                                            | 1980er                                 |                                                                                 |                                  | | gegenwärtiges cross-over Genre, populär in Japan, dort bekannt als Takagi in sophisticated Zirkeln |                |
| Skin                                                              | 1980–96                                |                                                                                 |                                  | | Ein Hardcore Magazine mit limitierten Verkauf |                |
| Skinflicks                                                        | 1980–99                                |                                                                                 |                                  | | Ein Magazin mit Fotografie von pornografischen Videos |                |
| Stars                                                             | 1981–97                                |                                                                                 |                                  | | | ISSN 0744-6888 |
| Male Insider                                                      | 1982–93                                |                                                                                 |                                  | | |                |
| Stallion                                                          | April 1982 – Juni 1993                 | monatlich                                                                       |                                  | | |                |
| Torso                                                             | ab Juli 1982                           |                                                                                 |                                  | Mavety Media Group, Inc. | | ISSN 0733-5865 |
| Hot Male Review                                                   | Januar 1983? – 1999?                   |                                                                                 |                                  | | |                |
| Just Men                                                          | 1983–89?                               |                                                                                 |                                  | | |                |
| Studflix                                                          | 1984–85                                |                                                                                 |                                  | | |                |
| Advocate Men, später Men                                          | Juni 1984 – 2009                       |                                                                                 | Los Angeles                      | Speciality Publications LLC, eine Abteilung von LPI Media, Inc.                                                                            | | ISSN 1097-3370 |
| Jock                                                              | ab Januar 1985                         | monatlich                                                                       |                                  | Global Media Group, Ltd. | | ISSN 1054-934X |
| Inches                                                            | ab März 1985                           |                                                                                 |                                  | Mavety Media Group, Inc. | Fokussiert auf Männer mit großen Penissen | ISSN 8756-6338 |
| Men of Advocate Men                                               | Oktober/November 1985 – September 1989 |                                                                                 |                                  | | |                |
| All-Man                                                           | ab Sommer 1987                         | vierteljährlich, später alle zwei Wochen                                        |                                  | Modernismo Publications, später Mavety Media Group, Inc.                                                                                   | | ISSN 1083-2459 |
| All-American Man                                                  | Dezember 1987 – Dezember 1990          |                                                                                 |                                  | | für internationale Leser |                |
| Bound & Gagged Magazine                                           | 1987–2005                              |                                                                                 |                                  | | |                |
| Heat                                                              | Oktober 1987 – 1995                    |                                                                                 |                                  | | |                |
| Uncut                                                             | 1987–1993                              |                                                                                 |                                  | | |                |
| Manshots                                                          | September 1988 – 2001                  | alle zwei Wochen, später unregelmäßig                                           |                                  | First Hand, Ltd. | Ein Magazin mit Interviews, Fotografie von pornographischen Videos |                |
| Obsessions                                                        | April 1988? – Juli 1997?               |                                                                                 |                                  | Casey Klinger | | ISSN 1058-0522 |
| Stroke                                                            | 1988–1998                              |                                                                                 |                                  | | Hardcore |                |
| Male Pictorial                                                    | Oktober 1989 – Februar 1993            |                                                                                 |                                  | | |                |
| Iniquity                                                          | Juli 1991 – 1997                       |                                                                                 |                                  | Casey Klinger | | ISSN 1057-8366 |
| Freshmen                                                          | 1991–2009                              | monatlich                                                                       | Los Angeles                      | Speciality Publications LLC, eine Abteilung von LPI Media, Inc.                                                                            | | ISSN 1060-5266 |
| Advocate Classifieds, später Unzipped                             | ab Dezember 1992                       | wöchentlich, später alle zwei Wochen, später monatlich                          | Los Angeles                      | Specialty Publications LLC, einer Abteilung von LPI Media, Inc.                                                                            | | ISSN 1096-2182 |
| Out                                                               | ab 1992                                |                                                                                 |                                  | | |                |
| XXX Showcase                                                      | ab 1993                                |                                                                                 |                                  | Knight Publishing | Enthält Hardcore Bilder von schwulen pornographischen Filmen |                |
| Savage Male                                                       | Juni 1993 – 1997                       | alle zwei Wochen, später unregelmäßig                                           |                                  | | | ISSN 1082-9067 |
| Black Inches                                                      | 1993–2009                              | monatlich                                                                       |                                  | Mavety Media Group, Inc. | Fokussiert auf afro-amerikanische Männer | ISSN 1084-2462 |
| Machismo                                                          | ab 1995                                | vierteljährlich, später alle zwei Wochen, später unregelmäßig, später monatlich |                                  | G. T. Publishing, Inc., später Princeton Publishing Inc., später Global Media Group Ltd.                                                   | Fokussiert auf Latino Männer |                |
| Hombres Latinos                                                   | 1995–99                                |                                                                                 |                                  | | |                |
| Urge                                                              | 1995–99                                |                                                                                 |                                  | | | ISSN 1091-3726 |
| Thrust                                                            | 1995–98                                |                                                                                 |                                  | | |                |
| Indulge                                                           | ab März/April 1995                     | alle zwei Wochen                                                                |                                  | Go West Media Group LLC. | | ISSN 1093-7900 |
| XY                                                                | 1996–2008, seit 2016                   |                                                                                 | West Hollywood                   | | |                |
| Dude                                                              | ab 1997                                |                                                                                 |                                  | | |                |
| Latin Inches                                                      | ab 1997                                |                                                                                 |                                  | Mavety Media Group, Inc. | Fokussiert auf Latin Männer mit großem Penis | ISSN 1094-4265 |
| Instinct                                                          | ab 1997                                |                                                                                 |                                  | | Hauptredakteur Mike Wood |                |
| All-Boy                                                           | ab 1999                                | achtmal im Jahr                                                                 |                                  | Color Ink, Inc. | Fokussiert auf junge Männer |                |
| Latino Fan Club                                                   | 1999–2003?                             |                                                                                 |                                  | Latino FC d/b/a Latino Fan Club | |                |
| Classic Black Inches                                              | ab 2000                                |                                                                                 |                                  | | | ISSN 1535-055X |
| [2]                                                               | ab März/April 2001                     | alle zwei Wochen                                                                |                                  | Specialty Publications LLC, einer Abteilung von LPI Media, Inc.                                                                            | Ein mehr spezielles Magazin mit Fotografien von Paaren, die Sex simulieren | ISSN 1533-1679 |
| Banjee                                                            | ab 2003                                |                                                                                 |                                  | Banjee Boi, Inc. | Fokussiert auf afro-amerikanische Männer |                |
| Badpuppy Magazine                                                 | ab 2004                                |                                                                                 |                                  | „special editions“ von All-Boy Magazine | Fokussiert auf junge Männer. Zusammenarbeit mit badpuppy.com website |                |
| FLAVAMEN                                                          | ab 2004                                | viermal im Jahr                                                                 |                                  | Flava Works, Inc. | FlavaMenHottest Black & Latin Männer in der Welt |                |

## Internationale Publikationen
- Boner (EU) monatlich seit 2013, Bilingual Magazine for homoerotic Lifestyle

- International Leatherman: (1994–1998)